# What Did I Do to Deserve This, My Lord?
What Did I Do to Deserve This, My Lord? (勇者のくせになまいきだ, Yūsha no Kuse ni Namaiki da), aussi appelé Holy Invasion of Privacy, Badman! What Did I Do To Deserve This?, est un jeu vidéo de type god game et stratégie en temps réel développé par Acquire et édité par Sony Computer Entertainment, sorti en 2007 sur PlayStation Portable.
Il a pour suite What Did I Do To Deserve This, My Lord? 2 (en).

## Accueil
- GameSpot : 6,5/10[1]